# 李浩瑋
李浩瑋（英語：Howard Lee，1999年8月20日—）是出生於南非的台灣創作男歌手，7歲時全家再搬回台灣。身兼樂團FORMOZA（現名「福夢FUMON」）及MONO（現名「火箭貓」）的主唱。2020年，發行首張個人專輯《Diamond In The Rough》，並於2021年入圍第32屆金曲獎最佳新人獎。2023年，推出第二張個人專輯《Fly Machine》。

## 音樂作品

### 李浩瑋

#### 正規專輯
| 年份   | 專輯資料 | 曲目 |
| 2020年 | 《Diamond In The Rough》 - 數位專輯：2020年7月27日 - 實體專輯：2020年9月11日 - 發行公司：滾石唱片 - 經紀公司：形上娛樂有限公司 - 製作公司：On studio - 監製：葉亨驥 - 製作人：蔣希謙 - 語言類型：國語 英文 | 1. Crush On 2. Light My (feat. Johnpiz) 3. 窩囊廢 4. Blame 5. H5 6. I See 7. H7 8. 你讓我 9. Im Sorry 10. Could Say (feat.陳嫺靜)     |
| 2023年 | 《Fly Machine》 - 數位專輯：2023年7月28日 - 實體專輯：2023年8月11日 - 發行公司：滾石唱片 - 經紀公司：形上娛樂有限公司 - 製作公司：On studio - 監製： - 製作人： - 語言類型：國語 英文                      | 1. Fly Machine 2. 天氣 3. 我們的債 4. Clouds 5. 狼 6. 一遍 7. Such a Wonderful Day 8. 真心話 9. 之間 10. 緩緩 11. 無垢 12. I DREAM OF |

#### EP
| 年份   | 專輯資料 | 曲目                                                                                       |
| 2021年 | 《Diamond In The Rough (Acoustic version)》 - 數位專輯：2021年4月9日 - 實體專輯：2021年4月9日 - 發行公司：滾石唱片 - 經紀公司：形上娛樂有限公司 - 製作公司：On studio - 監製：葉亨驥 - 製作人：蔣希謙 - 語言類型：華語、英語 | 1. 窩囊廢 2. Blame 3. Crush On 4. I See 5. Could Say (feat.陳嫺靜） 6. Pray for your tears |
| 2023年 | 《Moon Halo》 - 數位專輯：2023年4月28日 - 實體專輯：2023年4月28日 - 發行公司：滾石唱片 - 經紀公司：形上娛樂有限公司 - 製作公司：On studio - 監製： - 製作人： - 語言類型：華語、英語                                         | 1. 狼 2. 我們的債                                                                          |

#### 單曲
- 2019年 ZeoWater Feat.李浩瑋 〈雙人秀〉
- 2021年 高爾宣 Feat.李浩瑋 〈Doubt?〉
- 2022年 高爾宣 Feat.李浩瑋 〈Drowning〉
- 2022年 李浩瑋 Feat.?te 〈朋友〉
- 2023年 李浩瑋 〈在一切終將消逝以前〉 （誠品信義2023年創作主題曲）

### 福夢FUMON

#### 正規專輯
| #   | 專輯資料                                                                          | 曲目 |
| 1st | 《超嬰格式化》 - 數位專輯：2020年10月 - 發行公司：滾石唱片 - 語言類型：華語、英語 | 1. 腦聲 2. 辣感染 3. 世界現狀 4. MAZE 5. 艾河 6. 愛 7. Face it 8. Prophecy 9. Drown with me 10. Final track |

#### EP
| #   | 專輯資料                                                                         | 曲目                                                        |
| 1st | 《Sad melody》 - 數位專輯：2024年5月 - 發行公司：滾石唱片 - 語言類型：華語、英語 | 1. Sad melody 2. 不重要的結果 3. Bleeding 4. 闇 5. 自由靈魂 |

#### 單曲
- 2018年〈Meaning〉
- 2020年〈超級嬰兒〉
- 2024年 福夢FUMON Feat. Marz23〈反正我願意〉

### MONO(2020改名火箭貓)

#### 單曲
- 2019年〈At All〉
- 2019年〈oh〉

## 獎項紀錄
| 年份 | 屆次             | 參與 | 獎項           | 入圍作品                 | 結果 |
| ---- | ---------------- | ---- | -------------- | ------------------------ | ---- |
| 2021 | 第32屆金曲獎     | 個人 | 最佳新人獎     | 《Diamond in the Rough》 | 提名 |
| 2021 | 第12屆金音創作獎 | 樂團 | 最佳新人獎     | 《超嬰格式化》           | 提名 |
| 2021 | 第12屆金音創作獎 | 樂團 | 最佳樂團獎     | 《超嬰格式化》           | 提名 |
| 2021 | 第12屆金音創作獎 | 樂團 | 最佳搖滾專輯獎 | 《超嬰格式化》           | 提名 |

## 相關網站
- 李浩瑋的Facebook專頁
- 李浩瑋的Instagram帳戶
- YouTube上的李浩瑋頻道
- FORMOZA的Facebook專頁
- FORMOZA的Instagram帳戶
- YouTube上的FORMOZA頻道
- 火箭貓的Facebook專頁
- Mon的Instagram帳戶
- YouTube上的Mono頻道